# Station Nisko
Station Nisko is een spoorwegstation in de Poolse plaats Nisko.